# Clodia vittata
Clodia vittata är en skalbaggsart som beskrevs av Aurivillius 1927. Clodia vittata ingår i släktet Clodia och familjen långhorningar.
Artens utbredningsområde är Filippinerna. Inga underarter finns listade i Catalogue of Life.